# هينوخوساس دي كالاترافا (سيوداد ريال)
بلدية هينوخوساس دي كالاترافا (بالإسبانية: Hinojosas de Calatrava)‏، هي إحدى بلديات مقاطعة سيوداد ريال إحدى مقاطعات إسبانيا، والتي تقع في منطقة قشتالة لا منتشا وسط إسبانيا.
يبلغ عدد سكانها 621 نسمة وفقاً لإحصائية سنة (2007).